# شیخیم‌لی (فضولی)
شیخیم‌لی (به لاتین: Şıxımlı) یک منطقهٔ مسکونی در جمهوری آذربایجان است که در شهرستان فضولی واقع شده‌است.